# Song (stat)
Song (宋国; Sòngguó) var en historisk feodalstat i Kina under Zhoudynastin och existerade från 1000-talet f.Kr. till 286 f.kr.

## Historik
Huset Song grundades av Weizi som var halvbror till Shangdynastins sista kung Di Xin. Efter att Kung Wu besegrat Shangdynastin och grundat Zhoudynastin i mitten på 1000-talet f.Kr. tilldelades Weizi förläningen Song av Hertigen av Zhou, och Weizi fick titeln Hertig av Song. Songs territorium var södra delen av dagens Henan, och styrdes som en feodalstat av Weizis ättlingar. Songstaden (dagens Shangqiu) var Songs huvudstad, och dess ruiner hittades 1996. Songs regenter hade alla titeln hertig fram till 318 f.kr. då rikets sista regent tog sig titeln Kung Kang (r. 329–286 f.Kr.).
Under 600-talet och 500-talet f.Kr hade Song ett flertal militära konflikter med rikena Chu och Zheng. Det var även några sammandrabbningar med staterna Lu, Wei och Cao innan Song slutligen erövrades 286 f.kr av en allians av rikena Qi, Wei och Chu under tiden för De stridande staterna. Songs territorium delades därefter i tre delar och Kung Kang av Song dödades.
Flera av Kinas klassiska filosofer har kopplingar till Song. Filosofen Mozi var aktiv i Song, och lyckades vid ett tillfälle övertala Chus kung att inte anfalla Song. Även filosofen Konfucius har kopplingar till Song genom att han var ättling till de styrande hertigarna. Han besökte även Song när han blev äldre. Filosofen Zhuang Zi föddes i Song och verkades sannolikt i Song eller dess närområden.